# Gortyna lappae
Gortyna lappae là một loài bướm đêm trong họ Noctuidae.